# 光叶大丁草
光叶大丁草（学名：Gerbera raphanifolia）为菊科大丁草属下的一个种。

## 扩展阅读
- 維基物種上的相關：光叶大丁草